# Mabel Karr
Mabel Karr (eigtl. Mabel Campolongo Jaime; * 7. Oktober 1934 in Buenos Aires; † 5. Mai 2001 in Madrid) war eine argentinische Schauspielerin.
Karr war früh nach Spanien gelangt und erregte erste Aufmerksamkeit als Darstellerin in mehreren Fotonovelas, bevor sie als Schauspielerin in Filmen agierte. Ihr erster Film war 1958 Las chicas de la Cruz Roja (Regie: Rafael J. Salvía). 1960 heiratete sie den Kollegen Fernando Rey und beendete 1974 ihre Karriere, um die Kinder erziehen zu können.
Nach dem Tode Reys nahm sie die schauspielerische Tätigkeit wieder auf und spielte in Filmen, auf der Bühne und in Fernsehrollen.

## Filmografie (Auswahl)
- 1961: Der Koloß von Rhodos (Il colosso di Rodi)
- 1966: Im Netz der goldenen Spinne (Missione speciale Lady Chaplin)
- 1966: Das Geheimnis des Dr. Z (Miss Muerte)
- 1972: Todesmarsch der Bestien (Condenados a vivir)
- 1996: Killer Tongue (La lengua asesina)